# Turbivka, Popilnea
Turbivka (în ucraineană Турбівка) este o comună în raionul Popilnea, regiunea Jîtomîr, Ucraina, formată numai din satul de reședință.

## Demografie
Componența lingvistică a comunei Turbivka
     Ucraineană (97,64%)
     Rusă (2,13%)
     Alte limbi (0,24%)
Conform recensământului din 2001, majoritatea populației comunei Turbivka era vorbitoare de ucraineană (97,64%), existând în minoritate și vorbitori de rusă (2,13%).